# 12 (филм, 2007)
Вижте пояснителната страница за други значения на 12.
12 е руски криминален филм от 2007 г. на режисьора Никита Михалков, римейк на американския „Дванадесет разгневени мъже“ от Сидни Лъмет. Лентата е представена на кинофестивала във Венеция, където Михалков е удостоен с награда „Специален лъв“ за цялостно творчество.
През януари 2008 г. филмът е номиниран за наградата „Оскар“ на Американската академия за филмови изкуства и науки в категорията „Най-добър чуждоезичен филм“.

## Сюжет
Жури, съставено от 12 заседатели с различни професии и положение в обществото, разисква относно престъпление на младо чеченско момче, заподозряно в убийството на доведения си баща – руски военен офицер. В началото всичко изглежда ясно и всички са убедени, че извършителят е виновен. Но при тайния вот един от заседателите запалва искрата на разгорещен дебат, гласувайки за оправдаване на 18-годишния юноша.

## Актьорски състав
- – Валентин Гафт
- – Никита Михалков
- – Алексей Петренко
- – Сергей Маковецки
- – Сергей Гармаш
- – Юрий Стоянов
- – Сергей Газаров
- – Михаил Ефремов
- – Алексей Горбунов
- – Сергей Арцибашев
- – Виктор Вержбицки
- – Роман Мадиянов
- – Александър Адабашян
- – Апти Магамаев